# Jimmy Sangster
James Henry Kinmel Sangster (2 de desembre de 1927 - 19 d'agost de 2011) va ser un guionista i director britànic, més famós pel seu treball a les pel·lícules de terror inicials realitzades per la companyia britànica Hammer Films, incloses La maledicció de Frankenstein (1957) i Dracula (1958).

## Primers anys
Fill d'un agent immobiliari, Sangster va néixer a Kimmel Bay, Gal·les del Nord i es va educar a l'Ewell Castle School a Surrey i a la Llandaff Cathedral School a Cardiff. Va començar la seva carrera cinematogràfica, de 16 anys, com a clapper-boy.
Després del servei a la RAF, va treballar com a tercer assistent de direcció a les produccions d'Ealing Studios, després es va unir a Exclusive Studios (més tard Hammer Films) el 1949.

## Carrera
Sangster va treballar originalment com a assistent de producció a Hammer Films, a més de ser assistent de direcció, director de segona unitat i director de producció. Després de l'èxit de Hammer amb L'experiment del Dr. Quatermass, se'l va proposar per escriure X the Unknown, a la qual cosa va respondre: "No sóc un escriptor. Sóc un gerent producció.". Segons ell, la resposta de Hammer Films va ser: "Bé, et planteges un parell d'idees i si ens agrada, et pagarem. Si no ens agrada, no et pagarem. Se't paga com a director de producció, així que no et pots queixar." Més tard, Sangster es va dirigir a la direcció amb The Horror of Frankenstein i Lust for a Vampire (ambdues de 1970) per a l'estudi, però amb molt menys èxit. La seva tercera (i última) pel·lícula com a director va ser Fear in the Night (1972), que va ressuscitar el thriller psicològic de dona en perill que havia començat amb el seu guió de Xiscle de terror (1961). Les tres pel·lícules que va dirigir comptaven amb l'actor Ralph Bates, un amic de Sangster i un dels intèrprets més coneguts de Hammer per a la companyia durant la dècada de 1970.
Sangster va escriure i va produir dues pel·lícules per a Bette Davis, The Nanny (1965) i The Anniversary  (1968). Els seus altres crèdits com a guionista inclouen The Siege of Sidney Street (1960), protagonitzada per Donald Sinden i en la qual Sangster va aparèixer com Winston Churchill. Els seus nombrosos crèdits com a guionista de televisió inclouen Kolchak: The Night Stalker, Movin' On, The Magician, B. J. and the Bear, Most Wanted, Ironside, McCloud, The Six Million Dollar Man i Wonder Woman.
També és autor de les novel·les Touchfeather, Touchfeather, Too, Foreign Exchange, Private I (també conegut com The Spy Killer) Snowball, Hardball i Blackball, tots ells republicats per Brash Books. Els seus altres llibres inclouen la novel·la Your Friendly Neighborhood Death Peddler, les memòries de no ficció Do You Want it Good or Tuesday? i el manual d’escriptura de guió de 2003, Screenwriting: Techniques for Success. In 2019, Brash Books announced the discovery of an unpublished Sangster novel, Fireball, which they will be releasing in 2020.

## Vida personal
Sangster va morir a casa seva a Kensington, Londres el 19 d'agost de 2011. Li va sobreviure la seva tercera dona, l'actriu Mary Peach; té un fill d'un matrimoni anterior, Mark James Sangster; i dos néts, Claire i Ian Sangster.
Com a director
| Any  | Títol                      | Notes                         |
| ---- | -------------------------- | ----------------------------- |
| 1970 | The Horror of Frankenstein | També productor i coguionista |
| 1971 | Lust for a Vampire         |                               |
| 1972 | Fear in the Night          | També productor i guionista   |

Com a guionista
| Any  | Títol                                                          | Notes                                  |
| ---- | -------------------------------------------------------------- | -------------------------------------- |
| 1955 | A Man on the Beach                                             |                                        |
| 1956 | X the Unknown                                                  |                                        |
| 1957 | The Curse of Frankenstein                                      |                                        |
| 1958 | Dracula                                                        |                                        |
| 1958 | The Revenge of Frankenstein                                    |                                        |
| 1958 | Intent to Kill                                                 |                                        |
| 1958 | The Snorkel                                                    |                                        |
| 1958 | Blood of the Vampire                                           |                                        |
| 1958 | The Crawling Eye                                               |                                        |
| 1959 | Jack the Ripper                                                |                                        |
| 1959 | The Man Who Could Cheat Death                                  |                                        |
| 1959 | La mòmia (The Mummy)                                           |                                        |
| 1960 | The Brides of Dracula                                          |                                        |
| 1960 | The Siege of Sidney Street                                     |                                        |
| 1961 | The Hellfire Club                                              |                                        |
| 1961 | The Terror of the Tongs                                        |                                        |
| 1961 | Xiscle de terror (Scream of Fear)                              |                                        |
| 1962 | The Pirates of Blood River                                     |                                        |
| 1962 | Paranoiac                                                      |                                        |
| 1963 | Maniac                                                         |                                        |
| 1964 | Nightmare                                                      |                                        |
| 1964 | Els pirates del "diablo" (The Devil-Ship Pirates)              |                                        |
| 1964 | Traitor's Gate                                                 |                                        |
| 1965 | Hysteria                                                       |                                        |
| 1965 | The Nanny                                                      |                                        |
| 1966 | Dràcula, príncep de les tenebres (Dracula: Prince of Darkness) | Com John Sansom                        |
| 1967 | Més perilloses que els homes (Deadlier Than the Male)          |                                        |
| 1968 | The Anniversary                                                |                                        |
| 1969 | The Spy Killer                                                 | Telefilm                               |
| 1970 | Foreign Exchange                                               | Telefilm                               |
| 1970 | Crescendo                                                      |                                        |
| 1970 | The Horror of Frankenstein                                     | Coguionista; també director i producor |
| 1971 | A Taste of Evil                                                | Telefilm                               |
| 1972 | Fear in the Night                                              | També director i productor             |
| 1972 | Qui va matar la tieta Roo? (Whoever Slew Auntie Roo?)          |                                        |
| 1973 | Scream, Pretty Peggy                                           | Telefilm                               |
| 1973 | Maneater                                                       | Telefilm                               |
| 1977 | Good Against Evil                                              | Telefilm                               |
| 1978 | The Legacy                                                     |                                        |
| 1979 | The Country Western Murders                                    | Telefilm                               |
| 1979 | The Billion Dollar Threat                                      | Telefilm                               |
| 1979 | Ebony, Ivory and Jade                                          | Telefilm                               |
| 1980 | Phobia                                                         |                                        |
| 1980 | Once Upon a Spy                                                | Telefilm                               |
| 1981 | No Place to Hide                                               | Telefilm                               |
| 1981 | The Devil and Max Devlin                                       |                                        |
| 1984 | The Toughest Man in the World                                  | Telefilm                               |
| 1985 | North Beach and Rawhide                                        | Telefilm                               |